# Patricia Rivadeneira
Pour les articles homonymes, voir Rivadeneira.
Patricia Rivadeneira Ruiz-Tagle, née le 6 août 1964 à Santiago (Chili), est une actrice et une responsable culturelle chilienne.

## Biographie
Patricia Rivadeneira est attachée culturelle chilienne en Italie par le gouvernement de Ricardo Lagos Escobar, poste qu'elle exerce entre 2001 et 2006. Entre 2007 et 2011, l'actrice est secrétaire exécutive de l'Instituto Italo - Latino Americano (IILA). Pour sa contribution à la culture, elle est décorée par le gouvernement italien de l'ordre de l'Étoile d'Italie. Elle est considérée comme une égérie de l'avant-garde au Chili.
Dans les années 1990, elle se fait remarquer sur TVN avec ses personnages de telenovelas tels que Trampas y caretas, Sucupira et Aquelarre. Elle revient après 15 ans et elle appartient à l'Espace Dramatique de Mega où elle brille dans les feuilletons télévisés de fin de soirée,,,.

## Filmographie partielle

### Au cinéma
| Année | Film                                       | Personnage        |
| ----- | ------------------------------------------ | ----------------- |
| 1985  | Cortázar, Capital Rayuela                  |                   |
| 1988  | Sussi                                      | Marguerite        |
| 1988  | The Lawless Land                           | Femme serpent     |
| 1990  | Caluga o menta                             | Manuela, la Loca  |
| 1991  | La telenovela errante                      |                   |
| 1996  | Bienvenida Casandra                        | Maman de Casandra |
| 1996  | Takilleitor                                | Ventilateur 1     |
| 1998  | Cinco marinos y un ataúd verde             | Arménie           |
| 1998  | Aventureros del fin del mundo              | Aventurera        |
| 1999  | La chica del Crillon                       | Julia Rubilar     |
| 1999  | Radio Sexo Latino, le blagueur sentimental | Alicia            |
| 2005  | Monógamo succesivo                         |                   |
| 2009  | Pinochet boys                              | Julia Madrid      |
| 2013  | Il futuro                                  |                   |
| 2014  | Allende                                    |                   |
| 2014  | La voz en off                              | Lucie             |
| 2014  | Aurora                                     | Berta             |
| 2020  | La Verónica                                |                   |

### À la télévision
| Année     | Télénovela               | Personnage                       |
| --------- | ------------------------ | -------------------------------- |
| 1986      | Secreto de familia       | Soledad Barca Garagaytia         |
| 1989      | La intrusa (es)          | Caroline Inostroza               |
| 1990      | Acércate más             | Sully                            |
| 1992      | Trampas y caretas        | Ana Rosa Astudillo / Roxana Ross |
| 1993      | Jaque mate               | María del Rosario "Chery"        |
| 1993      | Amame                    | Macarena Oyarzún                 |
| 1994      | Rompecorazón             | Haydée Carrera                   |
| 1995      | Estupido Cupido          | Gloria Manterola                 |
| 1996      | Sucupira                 | Régina Lineros                   |
| 1996      | Loca piel                | Estela Behnke                    |
| 1998      | Borrón y cuenta nueva    | Alejandra Bryce                  |
| 1999      | La fiera                 | Marta Montt                      |
| 1999      | Aquelarre                | Rodolfa Patino                   |
| 2000      | Santo ladrón             | Lorena Cortés                    |
| 2014      | Vuelve temprano          | Maïté Soler                      |
| 2015      | La Poseida               | Ernestine Riesco                 |
| 2017-2018 | Perdona nuestros pecados | Estela Undurraga                 |
| 2019      | Juegos de poder          | Verónica Egaña                   |
| 2021      | Demente                  | Flavia Bétancourt                |

### Théâtre
Pièces
- Réplica (2018) de Isidora Stevenson
- Xuárez (2015) de Luis Barrales
- Allende, noche de septiembre (2013) de Luis Barrales
- La contadora de películas (2013–2014) de Donatello Salamina.
- Un’Altra Fame (2007) de Diego Muñoz et Michela Andreozzi
- Déjala sangrar (2006) de Benjamín Galemiri
- Intendevo dire (2005) de Craig Lucas
- Neruda, 100 años, récital poétique (2004) avec el Grupo Chiloé et Alessandro Haber
- Aprenderás de nuevo a ser estrella (2004), récital poétique avec Leo Gulotta
- Recital Poético, Neruda (2004) avec Mariano Rigillo, Festival de Ravello
- EI Amor Intelectual (1999) de Benjamín Galemiri
- Cielo falso (1998) de Benjamín Galemiri.
- Poeta en Nueva York (1998) performance, hommage à García Lorca
- EI Seductor (1997) de Benjamín Galemiri
- Un dulce aire canalla (1995) de Benjamín Galemiri
- El Solitario (1994) de Benjamín Galemiri
- EI Coordinador (1993) de Benjamín Galemiri
- Chilena Dignidad (1993) performance
- Drácula (1992)
- Performance au Museo de Bellas Artes de Santiago (1992)
- Antígona (1991), spectacle multimédia avec la participation du groupe de rock Los Prisioneros
- Teorema (1987), performance
- Cleopatras (1987–1990), spectacle multimédia

## Récompenses et distinctions
- (en) Patricia Rivadeneira: Awards, sur l'Internet Movie Database